# Basdeo Panday
Basdeo Panday (Princes Town, 25 de mayo de 1933 - 1 de enero de 2024) fue un abogado, político, sindicalista, economista, y actor trinitense que se desempeñó como primer ministro de Trinidad y Tobago entre 1995 y 2001. Fue el primer jefe de gobierno trinitense de origen indio, y el primero en practicar la religión hindú. Ejerció también como Presidente General del Sindicato de Trabajadores Generales y Azucareros de Trinidad y Tobago.

## Biografía
Fue elegido por primera vez al Parlamento en 1976 como representante de la circunscripción de Couva North, Panday se desempeñó como líder de la oposición cinco veces entre 1976 y 2010, siendo miembro fundador del Frente Laborista Unido (ULF), y de la Alianza Nacional para la Reconstrucción (NAR), teniendo un papel destacado en la primera derrota electoral del Movimiento Nacional del Pueblo (PNM). Desertó del partido en 1988 en represalia por las política neoliberales del gobierno de Arthur Robinson, tras lo cual fundó el Congreso Nacional Unido (UNC), con el que se convirtió en principal referente opositor del país en las elecciones de 1991. Hasta la actualidad, el UNC sigue siendo el principal partido de centroizquierda de Trinidad y Tobago.
En los comicios anticipados de 1995, logró un pacto con la NAR minoritaria, por el cual se convirtió en primer ministro. Si bien resultó reelegido para el cargo en 2000, una deserción de varios parlamentarios motivó comicios adelantados en 2001, los cuales llevaron a un bloqueo parlamentario que condujo a una nueva elección en 2002, en la cual el UNC fue derrotado, siendo sucedido por Patrick Manning, que ya había ejercido el cargo antes que él.
En 2006, Panday fue declarado culpable de no declarar una cuenta bancaria en Londres y encarcelado; sin embargo, el 20 de marzo de 2007, el Tribunal de Apelación anuló esa condena. El 1 de mayo decidió renunciar como presidente del Congreso Nacional Unido, pero el ejecutivo del partido se negó a aceptar su renuncia. Perdió las elecciones internas del partido el 24 de enero de 2010 ante la vicepresidenta y posterior primera ministra Kamla Persad-Bissessar.
En 2005, fue galardonado con el Pravasi Bharatiya Samman por el Ministerio de Asuntos Indígenas de Ultramar.